# Bitwa pod Łojowem (1651)
Bitwa pod Łojowem, znana także jako druga bitwa pod Łojowem miała miejsce 6 lipca 1651 koło Łojowa, ok. 50 km od Czernihowa, podczas powstania Chmielnickiego i podobnie jak pierwsza, zakończyła się zwycięstwem wojsk litewskich pod dowództwem Janusza Radziwiłła.
Już kilka tygodni po bitwie pod Beresteczkiem, Bohdanowi Chmielnickiemu udało się zebrać rozproszonych Kozaków i wsparty przez Tatarów ponownie stanowił poważne zagrożenie. Tymczasem po stronie polskiej pospolite ruszenie, podobnie jak i król Jan Kazimierz, odmówiło dalszej walki i wróciło do domów. W głąb Ukrainy ruszyły oddziały zaciężne. 3 września hetmani koronni (Potocki i Kalinowski) zajęli Lubar. Na spotkanie z oddziałami koronnymi zdążał na czele wojsk litewskich (11 chorągwi jazdy litewskiej, w tym 2 chorągwie tatarskie Sienkiewicza i Murzy, w sumie 4000 żołnierzy) Janusz Radziwiłł, rozbijając 6 lipca osłonowe oddziały kozackie pułkownika Martyna Nebaby (15 000 głównie piechoty) idące na Homel pod Łojowem nad Dnieprem. Zwycięski hetman polny litewski, po uwolnieniu trzytysięcznego oddziału jazdy kozackiej oblężonego w Krzyczewie, 4 sierpnia zajął Kijów.